# 温水洋一
温水 洋一（ぬくみず よういち、1964年〈昭和39年〉6月19日 - ）は、日本の俳優、タレント。本名同じ。通称、ぬっくん。
宮崎県都城市出身。身長165cm、体重58kg。既婚。

## 来歴

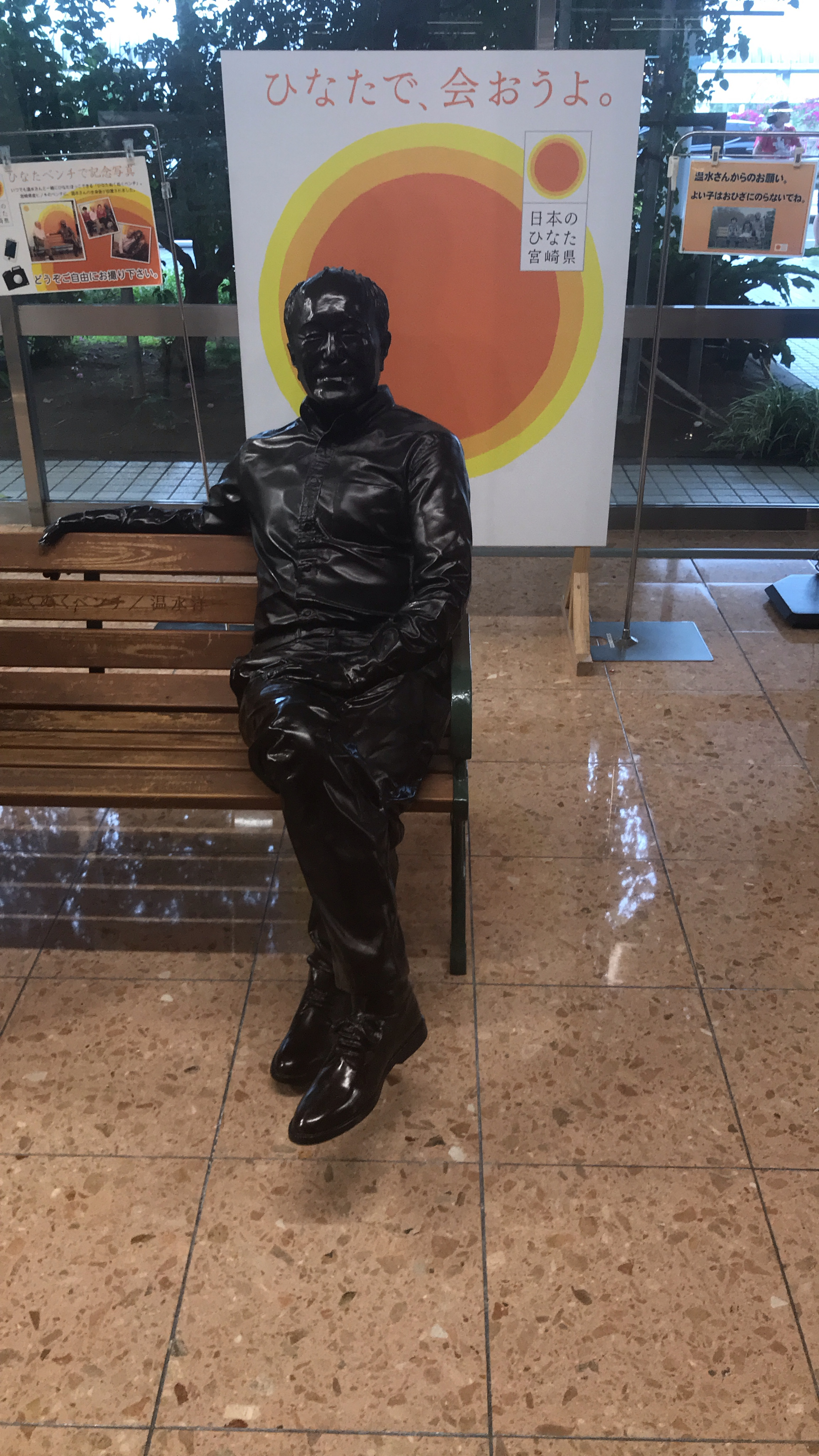
宮崎ブーゲンビリア空港「ひなたぬくぬくベンチ」

宮崎県立都城西高等学校を卒業し、2浪後、日本福祉大学社会福祉学部に進学。1989年3月に大学を卒業。1988年から1994年まで劇団「大人計画」に在籍。在籍中は、松尾スズキとともに「鼻と小箱」というコンビを組んでいたことがある。
1994年に竹中直人のコント番組『竹中直人の恋のバカンス』にレギュラー出演したことから、独特のキャラクターが世間にも知られる事となり、それ以降テレビ番組への出演が増える。
1998年には安斎肇、村松利史らとオフィス「ワン・ツゥ・スリー」を創立。個性派俳優として数多くの舞台やドラマに出演。
2013年10月、出身地である宮崎県都城市の観光大使「みやこんじょ大使」に就任。
2016年12月15日から宮崎ブーゲンビリア空港にて、本人の全身像と座れる「ひなたぬくぬくベンチ」が設置された。
2017年、第52回紀伊國屋演劇賞個人賞受賞。

## 人物
- 1987年頃から25年間喫煙を続けていたが、2012年2月の『ファイザー禁煙治療啓発キャンペーン』に参加することをきっかけに禁煙を決意[6]。同年5月30日の世界禁煙デーのイベント内で禁煙に成功したことを発表し、仲間由紀恵や舘ひろしから祝福を受けた[7]。
- 1999年の『明石家マンション物語』に出演した際、明石家さんまから「ぬっくん」という愛称をつけられた。以後も、さんま司会のテレビ番組やコントライブに多数出演している。
- 頭髪が薄いことをネタにされ、自虐的にネタとして扱っている。バラエティ番組などにも積極的に出演しており、これは「笑いの感覚は鍛えておきたい」という本人の貪欲な姿勢によるものであり「笑いって、年とともに感覚が一番ずれてくるような気がするんですよ。だからそれだけはいつまで経っても、若い人が面白いと言ってくれるようなものをやりたいと思っています」と自らの考えを語っている[8]。
- 苗字の温水は全国的には珍しい苗字だが、地元都城市には多い苗字である。

## 出演

### テレビドラマ
- ホットドッグ（1990年、TBS）
- おろし金に白い指（1991年、関西テレビ）
- 世にも奇妙な物語（1991年、1997年、2000年、2007年、フジテレビ）
  - 「行列」（1991年） - そば屋の店員 役
  - 「扉の先」（1997年） - 看守 役
  - 「よう!鈴木」（2000年） - 神宮寺昭彦 役
  - 「雰差値教育」（2007年） - 夏目教頭 役
- いつも心に太陽を（1994年、TBS） - 駅員 役
- ピュア（1996年、フジテレビ） - 松下博文 役
- 奇跡のロマンス（1996年、日本テレビ）
- 新・半七捕物帳 第16話「冬の金魚」（1997年、NHK総合）- 仁太 役
- 天城越え（1998年、TBS）
- 連続テレビ小説（NHK）
  - 天うらら（1998年）
  - まんてん（2002年 - 2003年） - 山南史郎 役
  - どんど晴れ（2007年） - 田辺雅宏 役
  - ウェルかめ（2009年 - 2010年） - 伊崎光男 役
  - マッサン（2015年1月 - 3月） - 中島三郎 役
    - 「マッサン」スピンオフ後編 たそがれ好子〜女三人寄れば姦（かしま）しい〜（2015年5月2日、NHK BSプレミアム）
- ハルモニア この愛の涯て（1998年、日本テレビ）
- 踊る大捜査線 秋の犯罪撲滅スペシャル（1998年10月6日、フジテレビ） - 湾岸署・会計課長 役
- ケイゾク（1999年、TBS） - 多田洋一 役
- 恋愛詐欺師 第7話（1999年、テレビ朝日） - 神野に騙された男 役
- 救命病棟24時（1999年、フジテレビ） ‐ 加瀬沢秘書
- プリズンホテル（1999年、テレビ朝日）
- 彼女たちの時代（1999年、フジテレビ） - 松下博文（課長） 役
- 天国に一番近い男（1999年2月26日、TBS） - 七海仁 役
- 魔女の条件（1999年、TBS） - 松岡教諭 役
- 死体生活（2000年、日本テレビ）
- モナリザの微笑（2000年、フジテレビ）
- QUIZ（2000年、TBS） - 後藤真希男 役
- 合い言葉は勇気（2000年、フジテレビ） - 蟇田 役
- 百年の物語（2000年、TBS） - 刑事 役
- 松本清張特別企画・危険な斜面（2000年、TBS） - 加藤刑事 役
- エイジ（2000年7月20日、NHK）
- ドラマ愛の詩 浪花少年探偵団 第3話「しのぶセンセと家なき子」（2000年10月21日、NHK）
- 土曜ワイド劇場（テレビ朝日）
  - 巡査鉄兵の推理日誌2「多数決の殺人目撃者4対1の謎!」（2001年8月4日） - 南部孝 役
  - タクシードライバーの推理日誌 17 「追跡する女乗客の秘密」（2003年7月12日） - 松田豊 役
  - 明智小五郎VS金田一耕助 「名探偵推理対決!炎の不可能密室殺人トリック」（2005年2月26日） - 自殺騒ぎの中年男 役
  - 法律事務所シリーズ - 佐伯繁晴 役
    - (1) 「自白の風景」（2006年8月12日）
    - (2) 「十字架型に重なる二つの死体」（2008年4月12日）
    - (3) 「芦ノ湖畔高級別荘地連続殺人!」（2009年4月4日）

  - ヤメ検の女シリーズ（朝日放送） - 葵健介 役
    - (1) 「権力に屈しない!父を殺され心閉じた少女を救え!」（2009年11月14日）
    - (2) 「殺人を隠蔽する検察!? 夫は自殺じゃない!」（2011年2月19日）
    - (3) 「検察を辞めた情熱弁護士! 父を殺された難病少女を救え!」（2012年7月21日）
    - (4) 「半落ち!?動機を語らぬ犯人！消えた指紋の謎　遺留品に潜む復讐殺人の罠？愛娘に迫る死のタイムリミット」（2013年12月21日）
    - (5) 「元検事の弁護士VSストーカー殺人!? 東京〜神戸を結ぶ謎の200万円! 美人ピアニストを襲う誘拐事件」（2014年12月20日）

  - 棘の街 「白骨死体は初恋の人の愛息!」（2011年6月18日） - 本屋の店主 役
  - デパート仕掛け人!天王寺珠美の殺人推理6 「狙われた同窓会! 初恋の人に殺人疑惑?」（2013年7月20日） - 小野文明 役
  - 切り裂きジャックの告白〜刑事 犬養隼人〜 （2015年4月18日） - 御厨検死官 役
- 女子アナ。（2001年、フジテレビ） - 石塚正(ディレクター) 役
- ココだけの話 第2回「タクシードライバー」（2001年1月20日、テレビ朝日）
- HERO（2001年、フジテレビ） - 桜坂良太の父 役
- 嫁はミツボシ。（2001年、TBS） - 佐々木幸雄 役
- ビューティ7 第5・6話（2001年、日本テレビ） - スーパーの店長 役
- 世界で一番熱い夏（2001年、TBS）
- 生きるための情熱としての殺人（2001年、テレビ朝日） - ドライバー 役
- 大河ドラマ （NHK）
  - 利家とまつ〜加賀百万石物語〜（2002年） - 遠藤直経 役
  - 龍馬伝（2010年） - 岡上樹庵 役
  - 平清盛（2012年） - 佐伯景弘 役
  - 真田丸（2016年） - 小山田信茂 役
- 月曜ミステリー劇場 弁護士猪狩文助2（2002年2月11日、TBS） - 検察側証人 土屋浩 役
- ウエディングプランナー SWEETデリバリー（2002年、フジテレビ） - 浜谷つとむ 役
- ヨイショの男 最終話（2002年、TBS） - 白石の上司 役
- 衛星ドラマ劇場 ビタミンF 第2章 “パンドラ”（2002年、NHK） - 孝夫 役
- かまいたちの夜（2002年7月3日、TBS） - 石塚茂 役
- 明智小五郎対怪人二十面相（2002年8月27日、TBS） - 本田刑事 役
- 演技者。 第6弾：ミツオ（2002年、フジテレビ） - F 役
- 刑事☆イチロー（2003年、TBS） - 妻西刑事 役
- ぼくの魔法使い（2003年、日本テレビ） - 黒木正和 役
- さとうきび畑の唄（2003年9月28日、TBS）
- 恋する日曜日 第26話「渋谷で5時」（2003年9月25日、BS-i） - 佐々木龍市 役
- ラブ・ジャッジ（2003年、TBS）
- ヤンキー母校に帰る（2003年、TBS） - 猿渡誠(理科担当教諭) 役
- 独身3!!（2003年、テレビ朝日） - 金子部長 役
- ダムド・ファイル シーズンⅡ file No.0014（2003年10月31日、名古屋テレビ） - 高浜邦夫 役
- FIRE BOYS 〜め組の大吾〜（2004年、フジテレビ） - 万丈博士 役
- 家栽の人（2004年、TBS） - 有栖川正平 役
- 月曜ドラマシリーズ「ねばる女」（2004年、NHK） - 三枝尋司 役
- 相棒 Season 3 第9話「潜入捜査〜私の彼を探して!」（2005年1月5日、テレビ朝日 / 東映） - 葛城貫太郎 役
- 富豪刑事 第1話（2005年、テレビ朝日） - 須田順 役
- 謎のホームページ サラリーマンNEO（2005年、NHK）
- エンジン（2005年、フジテレビ） - 平山貞夫 役
- 笑う三人姉妹 第2話（2005年5月23日、NHK）
- スローダンス（2005年、フジテレビ） - 一坂進 役
- 電車男（2005年、フジテレビ） - 一坂進 役
  - ※『スローダンス』と『電車男』では同じ役名で出演
- 女の一代記（2005年、フジテレビ） - 宝塚歌劇団出版部編集長 役
- 広島 昭和20年8月6日（2005年、TBS）
- 小悪魔な女になる方法（2005年、関西テレビ） - 黒服の男 役
- エル・ポポラッチがゆく!!（2006年、NHK） - 米屋のミッキー 役
- ギャルサー（2006年、日本テレビ） - 相川勇作 役
- トップキャスター 第2話（2006年、フジテレビ） - 財前隆史 役
- 吾輩は主婦である（2006年、TBS） - 小暮 役
- ほんとにあった怖い話 スペシャル6 鎌倉ミステリーツアーSP「そこにいる!」（2006年8月22日、フジテレビ）
- ちびまる子ちゃん（2006年、フジテレビ） - 中野さん 役
  - まるまるちびまる子ちゃん（2007年、フジテレビ） - 中野さん 役
- 嫌われ松子の一生 第1章（2006年、TBS） - 井出次郎 役
- 役者魂! 第7話「本能寺vsできちゃった結婚」（2006/11/28、フジテレビ） - オーディション参加者 役
- 笑える恋はしたくない（2006年、TBS） - つぐないの客 役
- 硫黄島〜戦場の郵便配達〜（2006年、フジテレビ） - 寺島政男 役
- セーラー服と機関銃（2006年、TBS） - 獣医 役
- 松本清張ドラマスペシャル・波の塔（2006年、TBS） - 木本事務官 役
- 火曜ドラマゴールド（日本テレビ）
  - 現代に甦った闇の死置人 あなたの怨み晴らします（2007年1月16日） - 中村大門 役
  - 松本清張スペシャル・地方紙を買う女（2007年1月30日） - 愛子駅の食堂店主 役
- 演歌の女王（2007年、日本テレビ） - 温水啓司 役
- エラいところに嫁いでしまった!（2007年、テレビ朝日） - 守山保 役
- 帰ってきた時効警察 第1話（2007年、テレビ朝日） - 剣道清彦 役
- 奇跡の動物園2007〜旭山動物園物語〜（2007年、フジテレビ系） - 牧場主・柿内耕作 役
- 山おんな壁おんな（2007年、フジテレビ） - 葛沼忠 役
- 去年ルノアールで（2007年、テレビ東京） - サングラスの男 役
- 出るトコ出ましょ!（2007年9月22日、フジテレビ） - 麻生小太郎 役
- 裸の大将〜放浪の虫が動き出したので〜（2007年、フジテレビ） - 泥棒 役
- 輪違屋糸里〜女たちの新撰組〜（2007年、TBS） - 平間重助 役
- のだめカンタービレ in ヨーロッパ（2008年1月4日、フジテレビ） - ハラヒロシ 役
- あしたの、喜多善男〜世界一不運な男の、奇跡の11日間〜 第3話〜第5話（2008年、関西テレビ） - 片山 役
- ロス:タイム:ライフ（2008年、フジテレビ） - 尾元勇蔵 役
- 森山家の大パニック!（2008年3月20日、NHK）
- 週刊真木よう子「景色のキレイなトコに行こう」（2008年、テレビ東京） - 万城目 役
- 古畑中学生（2008年6月14日、フジテレビ） - 小野田 役
- モンスターペアレント（2008年、関西テレビ） - 小山和明 役
- お台場探偵羞恥心 ヘキサゴン殺人事件（2008年8月6日、フジテレビ） - ハイヤー運転手 役
- トンスラ（2008年10月4日 - 12月28日、日本テレビ） - 藪田秀彦 役
- 恋のから騒ぎ 〜Love StoriesV〜「金星から来た女」（2008年10月10日、日本テレビ）
- ザ・プロローグ ぬくみ〜ず7「北京飯店」（2008年、フジテレビオンデマンド）
- あんみつ姫2（2009年1月11日、フジテレビ） - 五平餅 役
- チャンス!〜彼女が成功した理由〜（2009年3月7日、フジテレビ） - 大室聡志 役
- ハンサム★スーツ THE TV（2009年3月31日、フジテレビ） - 白木 役
- BOSS（2009年4月-6月、フジテレビ） - 山村啓輔 役
  - BOSS 2ndシーズン（2011年4月-6月、フジテレビ） - 山村啓輔 役
- 人間動物園（2009年7月19日、WOWOW）
- 子育てプレイ&MORE（2009年7月8日-、毎日放送） - 準レギュラー／森洋 役
- こちら葛飾区亀有公園前派出所 第7話（2009年9月19日、TBS） - 園長先生 役
- 月曜ゴールデン⇒月曜名作劇場 （TBS）
  - 「税務調査官・窓際太郎の事件簿19」（2009年10月12日） - 瀬戸敦司 役
  - 「浅見光彦シリーズ29」（2011年2月7日） - 水野警部 役
  - 「信濃のコロンボシリーズ」 - 丸山亮介 役
    - (1)「死者の木霊」（2013年10月7日）
    - (2)「戸隠伝説殺人事件」（2014年11月24日）
    - (3)「北国街道殺人事件」（2016年11月14日）
    - (4)「軽井沢追分殺人事件」（2017年4月4日）
    - (5)「「信濃の国」殺人事件」（2017年11月20日）

  - 「SRO〜警視庁広域捜査専任特別調査室〜」（2013年12月9日） - 近藤一郎 役
  - 「銭の捜査官 西カネ子2」（2019年2月18日） ‐ 輿水正平 役
- JNN50周年記念「父よ、あなたはえらかった〜1969年のオヤジと僕」（2009年11月16日、TBS） - 野村達也 役
- 温水洋一の死ぬかと思った（2009年12月29日、東海テレビ） - ナビゲーター
- 新春ドラマスペシャル「福助」（2010年1月4日、東海テレビ） - 大田黒 役
- Wの悲劇（2010年1月11日、TBS） - 春生の上司 役
- 剣客商売スペシャル「道場破り」（2010年2月5日、フジテレビ） - 高月南里 役
- ヤマトナデシコ七変化 第4話（2010年2月5日、TBS） - 久留米 役
- 夢の見つけ方教えたる!2（2010年3月13日、フジテレビ） - サラリーマン 役
- 松本清張ドラマスペシャル・霧の旗（2010年3月16日、日本テレビ） - 国選弁護人 役
- わが家の歴史（2010年4月9日、フジテレビ） - 神主 役
- パンドラII 飢餓列島（2010年4月-5月、WOWOW） - 謎の男Q 役
- 三代目明智小五郎〜今日も明智が殺される〜（2010年6月3日、毎日放送） - 誠 実 役
- トラブルマン（2010年6月4日、テレビ東京） - 桂大介 役
- 月の恋人〜Moon Lovers〜（2010年5月-7月、フジテレビ） - 時田良三 役
- 警部補・佐々木丈太郎（2010年8月13日、フジテレビ） - 武山幸司 役
- 毒トマト殺人事件（2010年7月1日、テレビ朝日） - 潜入捜査官 役
- 歸國（2010年8月14日、TBS） - 坂本上等兵 役
- GM〜踊れドクター 第9話（2010年9月12日、TBS） - 小暮幸一 役
- モリのアサガオ （2010年10月-12月、テレビ東京） - 世古利一 役
- 桂ちづる診察日録 第10話「もの言わぬ叫び」（2010年11月13日、NHK） - 徳蔵 役
- 霊能力者 小田霧響子の嘘 第6話・最終回（2010年11月14日・12月5日、テレビ朝日） - 唐木勉 役
- おじいちゃんは25歳（2010年11月16日、TBS） - カメラ店員 役
- サザエさん3（2011年1月2日、フジテレビ） - 寿司屋 役
- 新春ドラマ特別企画「赤い指〜『新参者』加賀恭一郎再び!」（2011年1月3日、TBS） - 前原昭夫の同僚 役
- 遺恨あり 明治十三年 最後の仇討（2011年2月26日、テレビ朝日） - 大木 役
- URAKARA 第10話 - 12話 （2011年3月25日、4月1日、8日、テレビ東京） - 叶雅道 役
- 名探偵コナン 工藤新一への挑戦状〜怪鳥伝説の謎〜（2011年4月15日、読売テレビ） ※役名なし
- 幸せになろうよ（2011年5月16日、フジテレビ） - 山村啓輔 ※『BOSS』とのコラボ
- さだまさしドラマスペシャル「故郷 〜娘の旅立ち〜」（2011年7月5日、フジテレビ） - 杉本三郎 役
- 謎解きはディナーのあとで 第3話（2011年11月1日、フジテレビ） - 小林忠彦 役
- 水戸黄門第43部 第17話「疑惑に満ちた雨の宿 -木更津-」（2011年11月14日、TBS） - 義助 役
- 放課後はミステリーとともに 3回表/裏（2012年5月21日・28日、TBS） - 門倉俊之 役
- 浪花少年探偵団（2012年7月-9月、TBS） - 原田昌夫 役
- 黒い十人の黒木瞳。 「黒いパートタイマー」（2012年9月9日、NHKBSプレミアム）
- 東京全力少女（2012年10月-12月、日本テレビ） - 玉川重輔 役
- ヒトリシズカ 第3・4話（2012年11月4日・11日、WOWOW） - 矢部充 役
- 恋するハエ女（2012年11月-12月、NHK） - 小守哲郎 役
- 勇者ヨシヒコと悪霊の鍵 第4話（2012年11月2日、テレビ東京） - 元村長の幽霊 役
- 孤独のグルメ Season2 第9話 （2012年12月05日、テレビ東京）- 亀田 役
- 水曜ミステリー9 （テレビ東京）
  - 「特命おばさん検事! 花村絢乃の事件ファイル」シリーズ - 宇治谷巌 役
    - (1) 「10億の土地がたった500万円!危ないサギ連続殺人裏手口!バツイチ子連れ検事の怒りが暴く巨悪の（秘）帳簿」（2012年12月26日）
    - (2) 「10歳の息子の叫び！父さんは殺人犯じゃない！2つの未解決事件と消えた記憶…99%の嫌疑は晴らせるか！？」（2014年2月5日）
    - (3) 「示談金20万円が悪魔の1億円に変わった!? 主婦の財布が暴く疑惑の交通事故!子連れ検事が巨悪を斬る」（2014年9月3日）
    - (4) 「女子高校生痴漢事件と特捜が追う粉飾決算疑惑…交錯するふたつの事件の真相は…!?」（2015年8月5日）
    - (5) 「5億円横領犯が謎の自殺!?レンタルBOXが暴く巨額ウラ金ルート!!」（2017年1月11日）

  - 「作家探偵・山村美紗3」（2013年11月6日） - 老僧 役
- 正月時代劇「御鑓拝借 〜酔いどれ小籐次留書〜」（2013年1月1日、NHK） - 森伍平治 役
- お助け屋☆陣八 第1話（2013年1月10日、読売テレビ） - 大野重三 役
- 命のあしあと（2013年1月27日、NHK BSプレミアム） - 緑川善光 役
- dinner 第9話（2013年3月10日、フジテレビ） - 修理の男 役
- ソドムの林檎〜ロトを殺した娘たち（2013年3月-4月、WOWOW） - 堀田利道 役
- めしばな刑事タチバナ（2013年4月-6月、テレビ東京） - 今野副署長 役
- 震える牛（2013年6月 - 7月、WOWOW） - 小松隆 役
- 土曜ドラマ「七つの会議」（2013年7月 - 8月、NHK） - 佐川昌彦 役
- プレミアムよるドラマ「黒猫、ときどき花屋」第3話（2013年10月15日、NHK BSプレミアム） - 宮川明宏 役
- 殺しの女王蜂 第7話（2013年11月15日、テレビ東京） - ミスターM 役
- ハクション大魔王（2013年11月17日、フジテレビ） - 与田山与太郎 役
- 星新一ミステリーSP「七人の犯罪者」（2014年2月15日、フジテレビ） - 会社員 役
- 特集ドラマ「生きたい たすけたい」（2014年3月11日、NHK） - 八田勝 役
- 文豪の食彩（2014年3月30日、BSジャパン） - 黒田デスク 役
- 金曜プレステージ⇒金曜プレミアム （フジテレビ）
  - 「警視庁総務部縁結び課 桜井はなの事件ファイル」（2014年5月16日） - 犬塚伸 役
  - 「潔癖クンの殺人ファイル」シリーズ - 速水悠太郎 役
    - (1) 「汚れた招待状」（2014年9月26日）
    - (2) 「芸能界“ザ・スキャンダル”」（2015年6月19日）
    - (3) 「事件はワイドショーから始まった」（2017年6月23日、BSフジ） ※「午後の名作ドラマ劇場」枠での放送

  - 「大奥」第二部「悲劇の姉妹」（2016年1月29日） - 酒井忠康 役
- HERO 第4話（2014年8月4日、フジテレビ） - 小金沢克雄 役
- プレミアムドラマ「そこをなんとか2」第7話（2014年9月14日、NHK BSプレミアム） - 富永 役
- 残念な夫。（2015年1月-3月、フジテレビ） - 謎の男（月島博） 役
- 土曜オリジナルドラマ 連続ドラマW「闇の伴走者」（2015年4月11日 - 5月9日、WOWOW） - 伊集院龍之介 役
  - 「闇の伴走者〜編集長の条件」（2018年3月31日 - 4月28日）
- 食の軍師 第7話（2015年5月13日、TOKYO MX） - 店主 役
- エイジハラスメント 第1話（2015年7月9日、テレビ朝日）
- NHKスペシャル「私が愛する日本人へ〜ドナルド・キーン 文豪との70年〜」（2015年10月10日、NHK総合）ドラマ部分 - タクシー運転手 役
- 昼のセント酒 第1話（2016年4月9日、テレビ東京） - オジサン 役[9]
- BARレモン・ハート SEASON2 第4話（2016年4月25日、BSフジ） - 友部正夫（中村一郎） 役
- 立花登青春手控え 第5回（2016年6月10日、NHK BSプレミアム） - 守宮の助五郎 役
- HOPE〜期待ゼロの新入社員〜 第2話（2016年7月24日、フジテレビ） - 宮脇和久 役
- 模倣犯 前編（2016年9月21日、テレビ東京） - 坂崎弘光 役
- 沈まぬ太陽 第2部（2016年、WOWOW） - 細井守 役
- 刑事 犬養隼人（2016年9月24日、テレビ朝日） - 御厨検死官 役
- 必殺仕事人2016（2016年9月25日、朝日放送・テレビ朝日） - 弥助 役
- 山女日記〜女たちは頂きを目指して〜（2016年11月6日 - 13日、BSプレミアム） - 神崎秀則 役
- 家政夫のミタゾノ 第7話（2016年12月2日、テレビ朝日） ‐ 松丸保志 役
- 愛を乞うひと（2017年1月11日、読売テレビ制作・日本テレビ系列） - 鈴木 役
- レンタルの恋（2017年1月19日 - 3月23日、TBS） - 鷹見鑑物 役
- 冬芽の人（2017年4月5日、テレビ東京） - 駅員 役
- 孤食ロボット（2017年6月20日 - 8月22日、日本テレビ） - 増澤歩 役
- マジで航海してます。（2017年、毎日放送） - 林田洋之介 役
- アイドル×戦士 ミラクルちゅーんず! 第20回（2017年8月13日、テレビ東京） - 玄海 役
- 沈黙法廷 第1話（2017年9月24日、WOWOW） - 島田裕也 役
- 父、ノブナガ (2017年10月7日、TBS) - 三浦剛 役
- アンナチュラル 第3話（2018年1月26日、TBS） - 桜小路要一 役
- 快盗戦隊ルパンレンジャーVS警察戦隊パトレンジャー（2018年2月11日 - 2019年2月10日、テレビ朝日） - コグレ 役[10]
- 静おばあちゃんにおまかせ（テレビ朝日、2018年3月23日） - 山崎岳海 役
- 戦争めし（2018年8月11日、NHK BSプレミアム） - 岩本英治 役[11]
- 学校へ行けなかった私が「あの花」「ここさけ」を書くまで（2018年9月1日、NHK BSプレミアム） - 大塚公平（安喜子の高校時代の担任） 役
- テレビ東京開局55周年特別企画 ドラマスペシャル・あまんじゃく 元外科医の殺し屋が医療の闇に挑む!（2018年9月24日、テレビ東京） - 沓掛恭治 役
- 忘却のサチコ 第6歩「けごんす! 試練の宮崎グルメ旅!」・第7歩「決戦!? 宮崎鶏とうどんとアナタ」（2018年11月16日・23日、テレビ東京） - 日高善 役
- THE GOOD WIFE / グッドワイフ 第6話（2019年2月17日、TBS） - 坂口孝彦 役
- 砂の器（2019年3月28日、フジテレビ） ‐ 柄谷正晃 役
- インハンド 第6話（2019年5月17日、TBS） ‐ 野桐俊明 役
- びしょ濡れ探偵 水野羽衣 第10話（2019年9月5日、テレビ東京） - 神保 役
- 病室で念仏を唱えないでください（2020年） ‐ 石川祐介
- ひまわりっ! 〜宮崎レジェンド〜（2020年6月1日 - 6月12日、テレビ宮崎） - 温水洋一（本人） 役
  - ひまわりっ 〜宮崎レジェンド2〜（2022年5月16日 - 5月27日） - 運転手 役
- マリーミー!（2020年10月 - 12月、テレビ朝日） - 森川宏一 役
- 今ここにある危機とぼくの好感度について（2021年） - 布川経則 役
- 全っっっっっ然知らない街を歩いてみたものの 最終話（2021年4月3日（2日深夜）、フジテレビ） - 居酒屋くるりの常連客 役
- 准教授・高槻彰良の推察  第1話（2021年8月7日、フジテレビ系） - 真鍋和夫 役[12]
- ラジエーションハウスⅡ〜放射線科の診断レポート〜 第3話（2021年10月18日、フジテレビ） - 丸井耕吉 役
- 漫画家イエナガの複雑社会を超定義 パイロット版第2話（2021年10月29日、NHK総合）、レギュラー版第46話（2023年7月21日、NHK総合） - ぬっくん 役[13][14]
- 連続ドラマW 正体（2022年3月12日 - 4月2日、WOWOW）- 佐竹 役
- かりあげクン（2023年1月7日 - 3月25日、BS松竹東急） - 木下藤吉 役 [15]
- ノンレムの窓 2023・新春 第2話「代行社会」（2023年1月7日、日本テレビ）[16]
- 合理的にあり得ない 〜探偵・上水流涼子の解明〜 第1話（2023年4月17日、関西テレビ・フジテレビ系） - 関東不動産協会の会長 役
- 嘘解きレトリック 第7話（2024年11月18日、フジテレビ）[17]
- 雲霧仁左衛門ファイナル（2025年1月5日 - 、NHK BS・NHK BSプレミアム4K）[18]
- 物産展の女〜宮崎編〜 前編（2025年1月9日、テレビ東京） - 青木 役[19]
- リラの花咲くけものみち 最終話 （2025年2月15日、NHK総合） - 折原勝喜 役
- 特集ドラマ「天城越え」（2025年3月23日：BS8K、5月10日：BSプレミアム4K、6月14日：NHK BS） - 氷職人 役[20]

### Webドラマ
- 学園潜入型恋愛ドラマ ハイスクールドライブ 〜目が覚めたら高校生だった〜 （2012年、BeeTV） - 「僕」 役（声の出演）
- 火花 第1・2話（2016年6月3日、Netflix） - 望月 役
- はぴまり〜Happy Marriage!?〜（2016年6月、Amazonプライム・ビデオ） - 小鳥遊勇治 役
- SPECサーガ黎明篇「サトリの恋」（2018年9月28日 - 11月2日、Paravi） - 来田為右衛門 役
- SICK'S 覇乃抄 〜内閣情報調査室特務事項専従係事件簿〜 第拾話（2019年5月18日、Paravi） - 来田為右衛門 役
- ぬことぬっくん -2020だけ魔法使いだった温水さん-（2020年11月1日 - 12月31日） - ぬっくん（本人） 役

期間限定企画。ぬこ（猫）の声を声優の内田真礼が担当。都城市公式サイト（及びYouTubeチャンネル）に公開。Twitterアカウントには動画もしくは漫画が投稿されている

### 映画
- 中指姫（1993年）
- 119（1994年） - 中江雄一 役
- ザ・ファースター・フード（1995年）
- のぞき屋（1995年）
- 痴漢日記 尻を撫でまわしつづけた男（1995年） - 痴漢 役
- 痴漢日記2 尻を撫でまわしつづけた男（1995年）
- 痴漢日記4 尻を撫でまわしつづけた男（1996年）
- 痴漢日記5 尻を撫でまわしつづけた男（1997年）
- 人間椅子（1996年） - 吉村 役
- ラブホテルの夜2（1996年）
- 東京日和（1997年） - 篠崎 役
- 愛を乞うひと（1998年）
- 生きない（1998年） - 八代 役
- 踊る大捜査線 THE MOVIE 湾岸署史上最悪の3日間!（1998年） - 湾岸署・会計課長 役
- 報復2（1999年） - カンボジアン・ルーレットの出場者 役
- 熱血!二代目商店街（1999年）
- ゴジラシリーズ
  - ゴジラ2000 ミレニアム（1999年） - 列車の乗客 役[2]
  - ゴジラ・モスラ・キングギドラ 大怪獣総攻撃（2001年） - 民宿トイレの男 役[2]
- 富江（1999年） - レストランの店長 役
- 守ってあげたい!（2000年） - 千歳肇 役
- GO（2001年） - 怖い落語家（桂きん朝） 役
- ドッジGO!GO!（2002年） - 山田潔 役
- 1980（2003年）
- ババアゾーン“ハデーヘンドリックス物語”（2004年）
- TOKYO NOIR（2004年）
- 七人の弔（2005年） - 横山春樹 役
- フライ,ダディ,フライ（2005年） - 望月 役
- 夢の中へ （2005年） - 演出家 役
- 亀は意外と速く泳ぐ（2005年） - パーマ屋のおじさん 役
- ALWAYS 三丁目の夕日（2005年） - 自転車屋・吉田 役
  - ALWAYS 続・三丁目の夕日（2007年） - 吉田（自転車屋） 役
  - ALWAYS 三丁目の夕日'64（2012年） - 吉田（自転車屋） 役
- ダメジン（2006年） - カホル 役
- トリック劇場版2（2006年） - 原因不明の病で倒れた現場監督 役
- ラブ★コン（2006年） - 臼井先生 役
- 男はソレを我慢できない（2006年） - 茄子おやじ 役
- イヌゴエ 幸せの肉球（2006年） - 浜野正 役
- 真夜中の少女たち（2006年） - 担任テルヤ 役
- 夜のピクニック（2006年）
- ソースの小壜（2006年）
- 東京フレンズ The Movie（2006年）
- UDON（2006年） - 本屋店員 役
- サイドカーに犬（2007年） - 増田治五郎 役
- キャラウェイ（2007年） - オムニバス映画の一章・「カミさまもう一度だけ」に主演
- ワルボロ（2007年） - ビデちゃんの父親 役
- 彩恋 SAI-REN（2007年） - 冬樹 役
- パッチギ! LOVE&PEACE（2007年） - マスター 役
- 伊藤の話（2008年） - 主演・伊藤則資 役
- 人のセックスを笑うな（2008年） - 山田先生 役
- 築地魚河岸三代目（2008年） - アルプスのマスター夫 役
- 次郎長三国志（2008年） - 森の石松 役
- ハンサム★スーツ（2008年） - 謎の男 役
- GSワンダーランド（2008年） - 大河内宗雄 役
- 252 生存者あり（2008年）津田沼晴男 役
- 斜陽（2009年） - 上原二郎 役
- 山形スクリーム（2009年） - 温水洋一 役
- インスタント沼（2009年） - サラリーマン役
- シーサイドモーテル（2010年） - 謎の男ペペ 役
- NECK（2010年） - 岡田 役
- ゴースト もういちど抱きしめたい（2010年） - 救急車内で死亡した男性 役
- 桜田門外ノ変（2010年） - 与一 役
- レオニー（2011年） - 岩野泡鳴 役
- FLY! 〜平凡なキセキ〜（2011年、沖縄国際映画祭長編プログラム Peace部門上映作品） - 宇宙人シカタ 役
- 高校デビュー（2011年） - 臼井先生、ヌク公 役
- アバター（2011年） - 東別府光太郎 役
- 星守る犬（2011年） - リサイクルショップ河童 店長・富田 役
- 天心（2013年） - 狩野芳崖 役
- ペコロスの母に会いに行く（2013年、森﨑東監督）
- アブダクティ（2013年、山口雄大監督） - 主演：千葉厚志 役
- タイガーマスク（2013年、落合賢監督） - 若月光太郎 役
- あさひるばん（2013年、やまさき十三監督） - 安永（宮崎にある藤元総合病院の医師で、幸子の主治医） 役
- 麦子さんと（2013年、吉田恵輔監督） - 井本まなぶ 役
- 猫侍（2014年） - 仁太 役
- リトル・フォレスト（松竹メディア事業部） - シゲユキ 役
  - 夏編・秋編（2014年8月30日公開）
  - 冬編・春編（2015年2月14日公開）
- 25 NIJYU-GO（2014年11月1日） - 九十九信夫 役
- MIRACLE デビクロくんの恋と魔法（2014年11月22日） - 居酒屋の店主 役
- リスナー プロローグ「曽根由希江のハート&ハート」（2015年2月28日） - 声の出演
- 騒音（2015年5月23日） - 淡路ひろし 役
- 珍遊記（2016年2月27日） - 中村泰造 役
- あやしい彼女（2016年4月1日） - 写真館店主 役[22]
- サブイボマスク（2016年6月11日） - 虎二 役[23]
- サマーソング（2016年9月17日） - まことの親父 役
- 金メダル男（2016年10月22日、内村光良監督） - オトナになった竹岡君 役
- JKニンジャガールズ（2017年7月17日、佐藤源太監督） - 猿飛茂助 役
- 恋と嘘（2017年10月14日、古澤健監督）  - クレープ屋のおじさん 役
- 終わった人（2018年6月9日、中田秀夫監督） - 山下良夫 役
- 快盗戦隊ルパンレンジャーVS警察戦隊パトレンジャー en film（2018年8月4日、杉原輝昭監督） - コグレ 役
- 縁側ラヴァーズ（2020年、今野恭成監督）
  - 縁側ラヴァーズ2（2020年）
- 味噌カレー牛乳ラーメンってめぇ〜の?（2022年4月15日、片山拓監督） - 葉月の父 役[24]
- ウラギリ（2022年8月5日、中前勇児監督）[25] - 大島主任 役
- てぃだ いつか太陽の下を歩きたい（2022年9月2日、中前勇児監督）[26]
- 消えない灯り（2023年10月21日、井上博貴監督）[27]
- ゴッドマザー〜コシノアヤコの生涯〜（2025年5月23日、曽根剛監督）[28]

### オリジナルDVD
- 温水洋一・吉田照美の気弱な男の反抗術〈家庭編〉（2008年）
- ぬくぬく（2009年） - 山田さん 役

### オリジナルビデオ
- ルパンレンジャーVSパトレンジャーVSキュウレンジャー（2019年8月21日発売、東映ビデオ） - コグレ 役
- ビジネスマン必勝講座 ヤクザに学ぶ交渉術（2007年）第4話「人情こそが最大の武器!」 - F(詐欺師) 役

### 舞台
- 1988-1994年 ※劇団大人計画の旗揚げ公演から退団までの本公演に出演
- ふくすけ（1991年）
- 人生の意味 三 真の愉しみ（1991年）
- 市ヶ尾の坂（1992年）
- ヒネミ（1992年）
- 知覚の庭（1995年）
- 狂っても大好き（1995年）
- スチャダラ2010（1996年）
- -なんだかわからない場所を目指して-きちゃった（1997年）
- 花咲く家の物語（1997年）
- 14歳の国（1998年）
- 砂に沈む月（1999年）
- 七人ぐらいの兵士（2000年）
- O.N アベックホームラン（2000年）
- 友情しごき教室（2001年）
- ノーアート・ノーライフ（2001年、2011年）
- 彦馬がゆく（2002年）
- 雨が来る（2002年）
- オケピ!（2003年）
- 奇人たちの晩餐会（2003年）
- JOKER（2004年）
- バナナがすきな人（2004年）
- 頭ビョンこころの銃（2004年）
- O.N.アベックホームラン3 頭ピョンこころの銃（2004年）
- 砂の上の植物群（2005年）
- デモクラシー（2005年）
- 12人の優しい日本人（2005年 - 2006年）
- 小鹿物語（2006年）
- O.N.アベックホームラン3 BEST（2006年）
- メルシィ!僕ぅ?（2007年）
- O.N.アベックホームラン4 セプテンバーホール〜9月の散らかった穴〜（2007年）
- ワルシャワの鼻（2009年）
- O.N.アベックホームラン5 1000（2009年）
- O.N.アベックホームラン6 BOX（2011年）
- PRESS 〜プレス〜（2012年）
- ウサニ（2012年）
- ご臨終（2014年）
- 七人くらいの兵士（2015年）
- 管理人（2017年）
- お気に召すまま（2019年） - タッチストーン 役
- 物理学者たち（2021年）
- TAKAYUKI SUZUI PROJECT OOPARTS vol.6「D-river」（2022年）[29]
- 世界は笑う（2022年）[30]
- 斑鳩の王子 -戯史 聖徳太子伝-（2024年）[31]
- 夏と夜と夢（2025年）[32]
- ベイジルタウンの女神（2025年）[33]
- アリババ・愛の乞食（2025年）[34]

### テレビアニメ
- テレビ野郎 ナナーナ（2018年、テレビ東京） - 七森 役[35]
- テレビ野郎 ナナーナ わくわく洞窟ランド（2019年、テレビ東京） - 七森 役[36]
- テレビ野郎 ナナーナ 怪物クラーケンを追え！（2020年、テレビ東京） - 七森 役[37]

### 劇場アニメ
- 映画ドラえもん のび太の人魚大海戦（2010年） - メジーナ博士 役
- バカ昔ばなし〜じじいウォーズ〜（2013年）

### 吹き替え
- ホーンテッドマンション（2023年） - ブルース 役（ダニー・デヴィート）[38]

### CD
- 「マハラジャスーパースター」：大田クルーと温水洋一（2006年8月9日）
- 「あなたのフリをして」：ザ・フレッシュ・フォー（温水洋一、緋田康人、大堀こういち、村松利史） ※名義（2008年11月21日。『GSワンダーランド』挿入歌）

### ナレーション
- 「バカ昔ばなし」アニメDVD（2011年）
- 「バカ昔ばなし〜その弐〜」アニメDVD（2011年）
- 「バカ昔ばなし〜じじいウォーズ〜」アニメDVD（2013年）

### ラジオ
- らじるの男（2018年4月2日 - 6月1日、NHKラジオ第1・NHK-FM）
- 百田夏菜子とラジオドラマのせかい（2022年10月7日 - 28日、ニッポン放送） - マンスリーゲスト[39]

### バラエティ
- 冗談画報II（1989年、フジテレビ）
- つぶれ荘物語（1992年、読売テレビ）
- 竹中直人の恋のバカンス（1994年、テレビ朝日）
- デカメロン（1997年、TBS）
- 明石家マンション物語（1999年、フジテレビ）
- 踊る!さんま御殿!! 不定期出演（日本テレビ）
- ダウンタウンのガキの使いやあらへんで!! 絶対に笑ってはいけないシリーズ（2004年 - 2010年、日本テレビ）
- NTT西日本 あそむび幸運探偵風烈光の事件簿（2007年1月23日 - 3月28日）
- おーい!ニッポン 私の・好きな・宮崎県（2008年2月10日 NHK-BS2）
- チュー'sDAYコミックス 侍チュート!（2009年、毎日放送）
- 道草〜クルマで気ままに（2009年8月、テレビ東京）マンスリー、旅人
- 鶴瓶の家族に乾杯（2010年、NHK総合）
- 社会のトビラ（2011年4月 - 、NHK教育）小学生向け学校放送、案内役
- ミルクチャポン 〜みんなのMILK JAPAN〜（2011年4月〜、TBS）温ミルさん
- ZIP!（2011年5月 - 、日本テレビ）ZIP!プレミアム「ベストセラーSHOW」
- しまじろうヘソカ （2011年9月、テレビ東京系列） 歌のコーナー
- 志村けんのバカ殿様 （2013年1月11日、フジテレビ） - バカ殿の影武者 役
- タカトシ&温水が行く小さな旅シリーズ（2008年 - 2012年、フジテレビ）
- ぶらぶらサタデー（2012年9月 - 、フジテレビ）
- beポンキッキーズ（2012年4月 - 2014年3月、BSフジ） - ヌックン 役
- ヨガ5（2013年4月 - 、NHK BS1）
- 花田☆温水 おじさんぽ（2013年8月31日 - 2014年12月20日、テレビ愛知）
- きっと役立つ？危機回避術 温水★危機一髪（2014年3月 - 不定期、NHK総合） - 主演・温水係長（世界一運がない男）
- 第25回JNN共同制作番組 地球の鼓動 火山（2015年2月11日、宮崎放送制作、JNN系列） - ナビゲーター
- つっこむクイズ ワンダース 第5回（2015年12月19日、NHK総合）

### CM
- 資生堂「TISS」（1998年）
- イエローハット
- 大正製薬（ゼナ）
- 日産自動車 サニー
- プレイステーション
- ミスタードーナツ
- 小田急電鉄 ロマンスカー - ナレーション
- 東京ガス エコウィル 「僕に似てる篇」（2007年）
- au 「誰でもウェルカムキャンペーン」（2007年）
- 全日空 エコ割・来てもらうより行こう篇（2008年）
- としまえんプール「冷し温水」（2008年）
- 大一商会「CR ENTER THE MATRIX」（2009年）
- バイオハザード5（栗山千明と共演）（2009年）
- サントリー ビタミンウォーター（2010年）
- レイク（2010年 - 2012年）
- アサヒビール「Slat」（2011年） - 声の出演
- ファイザー（2012年）
- パナソニック 「原田家は今日もエコナビ」（2012年）
- 神楽酒造 （2013年-）
- DONUTS 「単車の虎」（2013年）
- 江崎グリコ 「プリッツ」 （2014年）
- ACジャパン「カンゾウさんは、無口です。」「あなたのカンゾウさんも、無口です。」（2013年 - 2014年） - 声の出演：カンゾウさん 役
- STNet Pikara（ピカラ） - イーカラ源氏 役
- JapanTaxi「ジャパンタクシーの男」篇（2018年11月 - ） - 吉田鋼太郎と共演[40]
- セゾン自動車火災保険「おとなの自動車保険」（2023年4月 - ） - 松田龍平と共演[41]